# Platina

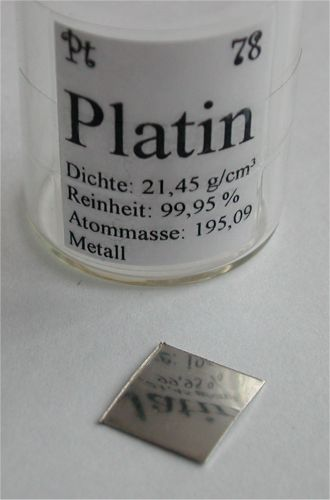
Platina

A platina (nyelvújításkori magyar nevén: éreny) egy fémes elem, az átmenetifémek közé tartozik, a nehéz platinafémek egyike. A rendszáma 78, a vegyjele Pt.

## Története
A természetes eredetű szennyezett platinát – nem szándékosan ugyan – de már az ősi egyiptomi mesterek is használták ezüst helyett. Az ecuadori indián törzsek pedig ékszereket készítettek belőle a spanyol hódítók érkezése előtt. 1736-ban de Ulloa spanyol csillagász és tengerésztiszt egy megmunkálhatatlan fémre figyelt fel a mai Kolumbia aranybányáiban, amelyet „platina” névvel illetett (a spanyol eredetű szó „kicsi ezüstöt” jelent).

## Előfordulása
A platina többnyire az egyéb platinafémekkel együtt fordul elő, vagy elemi állapotban a nikkel-, réz- és vas-szulfidokkal együtt. Manapság a legjelentősebb előfordulást azok a réz-nikkel ásványok jelentik, amelyek egyrészt Dél-Afrikában, másrészt Oroszországban vannak, és ezeket egészíti ki a kanadai Sudbury-kitermelés.

## Kémiai tulajdonságai

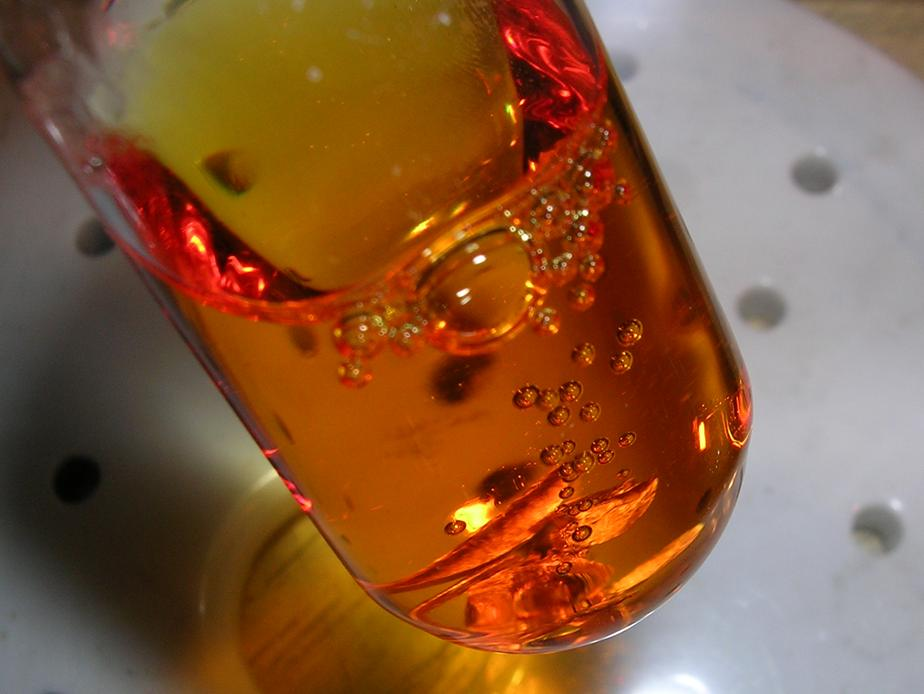
A platina oldódása forró királyvízben

A platina kémiailag nagyon ellenálló fém. Csak királyvízben vagy oxidálószer jelenlétében sósavban oldódik. Ha a királyvízben oldjuk, hexakloro-platina(IV)-sav (hidrogén-[hexakloro-platinát(IV)], H2[PtCl6]) keletkezik. 
{\displaystyle {\ce {Pt + 4HNO3 + 18 HCl -> 3 H2[PtCl6] + 4NO + 8H2O}}}
A királyvízben a salétromsav és a sósav aránya itt 1:4,5.
A platina vegyületei általában +4 vagy +2 oxidációs állapotú.
Halogenidjei általában PtX2 összetételűek, de előfordul PtCl4 és PtBr4 vegyülete is.
A platina PtO2 oxidjában +4 oxidációs állapotú.

## Előállítása és felhasználása
A világ platinafém-termelése csak egy pár országból származik, elsősorban a Dél-afrikai Köztársaságból.
| No. | ország/régió            | platina termelés (2014) (kg) |
| --- | ----------------------- | ---------------------------- |
|     | világ                   | 161 000                      |
| 1   | Dél-afrikai Köztársaság | 110 000                      |
| 2   | Oroszország             | 25 000                       |
| 3   | Zimbabwe                | 11 000                       |
| 4   | Kanada                  | 7 200                        |
| 5   | Egyesült Államok        | 3650                         |
|     | más országok            | 3800                         |

A kőzetekből általában nemesfém-koncentrátumokat állítanak elő, melyekből mind a hat platinafém előállítható.
A platina 35-40%-át (palládiummal együtt) a benzinüzemű gépkocsik katalizátoraként használják fel. Körülbelül azonos mennyiséget ékszerek készítésére használnak, és az összmennyiség 18%-át alkalmazzák a petrolkémiai, valamint az üvegiparban.
Bizonyos platinavegyületeket daganatellenes gyógyszerként alkalmaznak. Ilyen vegyületek a ciszplatin, a karboplatin és az oxaliplatin.